# Interlaken (Californië)
Interlaken is een plaats (census-designated place) in de Amerikaanse staat Californië, en valt bestuurlijk gezien onder Santa Cruz County.

## Demografie
Bij de volkstelling in 2000 werd het aantal inwoners vastgesteld op 7328.

## Geografie
Volgens het United States Census Bureau beslaat de plaats een oppervlakte van
26,5 km², waarvan 25,0 km² land en 1,5 km² water.

## Plaatsen in de nabije omgeving
De onderstaande figuur toont nabijgelegen plaatsen in een straal van 8 km rond Interlaken.